# 近鉄南大阪線
南大阪線（みなみおおさかせん）は、大阪府大阪市阿倍野区の大阪阿部野橋駅から奈良県橿原市の橿原神宮前駅までを結ぶ近畿日本鉄道（近鉄）の鉄道路線。
駅ナンバリング等に使われる路線記号はF。ラインカラーは緑である。

## 概要
キタ・ミナミに次ぐ大阪第3の繁華街である天王寺・阿倍野から大阪府南東部（南河内地域）の通勤通学および橿原・飛鳥・吉野方面への観光の足となっている。起点の大阪阿部野橋駅は超高層ビル「あべのハルカス」と直結しており、隣接する天王寺駅と乗り換えが可能である。藤井寺駅 - 古市駅間は数多くの古墳を避けながら通る。終点の橿原神宮前駅からは特急等が吉野線に乗り入れ吉野駅まで直通運転を行っている。
近鉄の前身大阪電気軌道（大軌）が敷設した近鉄線の大部分（1,435 mmの標準軌）とは異なり、南大阪線系（南大阪線、道明寺線、長野線、御所線、吉野線）では1,067 mmの狭軌が採用されている。道明寺線・長野線を敷設したのは河陽鉄道、南大阪線を敷設したのは河陽鉄道を継承した大阪鉄道（大鉄、もとは河南鉄道）であり、その当初の目的は道明寺線柏原駅において接続する同じく1,067 mm軌間の関西本線と連携して貨物輸送を行うことであったためである。
また、当線は前述のように古墳や山岳地帯を避ける形で敷設されたためカーブが多く、また建設費の都合で規格が低く抑えられたため、最高速度は大阪線の130 km/hよりも低い110 km/hに抑えられている。
大阪市内の大阪阿部野橋駅 - 河内天美駅間は高架となっているが、このうち河堀口駅 - 矢田駅間に関しては、高架化の際に仮線を設けず地上にある在来線の真上にそのまま高架線を建設する「直上高架方式」で施工された。阪神高速6号大和川線の建設時に以前は盛り土区間だった区画を立体交差化した（大和川線の道路はその区画が掘割構造になっている）。
かつては大阪市内から泉北ニュータウンへのアクセスとして、南大阪線から分岐する新線の建設が検討されていたこともあったが、南海高野線から分岐する新線（現・南海泉北線）案が選ばれた。
ICカードPiTaPa・ICOCA・Suicaなど全国相互利用の乗車カードが使用できる。また、以前はスルッとKANSAI対応カードおよびJスルーカードにも対応していた。

### 路線データ
- 路線距離（営業キロ）：39.7 km
- 軌間：1,067 mm
- 駅数：28駅（起終点駅含む）
- 複線区間：全線
- 電化区間：全線電化（直流1,500 V）
- 閉塞方式：自動閉塞式
- 最高速度：110 km/h[1]
- 運転指令所：大阪総合指令室・南大阪線担当（近鉄天王寺指令）

全線、大阪統括部（旧天王寺営業局）の管轄である。

## 沿線概況
大阪阿部野橋駅から藤井寺駅付近までは住宅街や学校など多くの建物が立ち並ぶ間を抜けるように走る。道明寺駅あたりから畑が目立ち始め、古市駅から先は一気にのどかな田園風景へと変わる。
高見ノ里駅以東は竹内街道や長尾街道と並行しているために沿線には史跡や古墳等の歴史的建造物が多い。また奈良県内では二上山や葛城山の山なみと並行するため、季節によって美しく様変わりする山肌を楽しむこともでき、花や紅葉の見ごろになると急行の臨時停車を実施する駅も少なくない。上ノ太子駅周辺ではブドウやミカンの栽培が盛んで、車窓から果樹園が見られる。
以下に示す記述はすべて大阪阿部野橋→橿原神宮前方向における記述であり、逆方向に関しては順序が逆で、その風景が見える方向も左右逆となる。

### 大阪阿部野橋駅 - 古市駅間
起点である大阪阿部野橋駅は、キタ、ミナミに並ぶ大阪有数の繁華街、阿倍野に置かれている阿部野橋ターミナルビル（あべのハルカス）に内包されている。大阪阿部野橋を出てすぐ、線路は高架に上がる。右へカーブしつつJR阪和線を跨ぐと間もなく河堀口駅。河堀口から線路はさらに右へカーブし、東住吉区へ移って北田辺駅、今川駅へと続く。今川を出てしばらくすると阪神高速14号松原線の高々架をくぐるが、その高々架の直下には地下鉄谷町線の駒川中野駅がある。南大阪線はさらに東住吉区内の住宅街を高架で進んで針中野駅、右手に長居公園や大阪芸術大学短期大学部大阪キャンパスを見ながら矢田駅と進む。矢田を出ると次第に密集していた住宅は間が開き始め、線路は大和川を渡る。大和川の手前に見える堤防沿いの細長い工事中の土地は、JRの阪和貨物線の廃線跡である。
大和川より南は松原市となり、左手に阪南大学のキャンパスを眺めつつ、線路は高架から下りて地上に移り、古市検車区天美車庫を設置している河内天美駅に至る。線路は次の布忍駅を出てすぐ左へ急カーブを曲がる。そこからは右手に大阪府道12号堺大和高田線を眺めて走り、府道12号は次第に迫ってきて高見ノ里駅。さらに進むと松原市街地へ入っていき、河内松原駅に至る。河内松原駅は大阪阿部野橋から最初の準急停車駅であり、最初の緩急接続可能駅でもある。さらに美原、堺方面へのバスも発着しており、終日賑わいを見せる。
河内松原を出ると線路は阪和自動車道をくぐって羽曳野市に入り、府道12号をくぐって住宅地を走り恵我ノ荘駅に至り、その後ゆるやかに左へカーブし高鷲駅に達する。高鷲を出てまもなく線路は藤井寺市に入り、右手に四天王寺大学のキャンパスが見えれば間もなく藤井寺駅である。四天王寺学園小学校が建っている所には2005年1月まで藤井寺球場があり、現在はオリックスと合併した近鉄バファローズの本拠地として栄えていた。
藤井寺駅にはここから旧中央環状線を通って近鉄八尾駅方面に向かう便と、羽曳ヶ丘方面へ向かう便の、大まかに2種のバスが発着しており、交通の要衝となっている。また、藤井寺駅では大阪阿部野橋からの普通列車の大半が折り返すため、1本の引き上げ線があるものの、駅の東方が線路のぎりぎりまで建物がせり出している事情から引き上げ線は大阪阿部野橋方にある。そのため当駅折り返しの普通列車は到着後3回も折り返し作業をしなければならず、入出庫のつど藤井寺駅すぐ西側の踏切を通らねばならないために、この踏切は日中でも遮断機が長い時間にわたり開かない「開かずの踏切」となっている。
藤井寺を出てしばらくは藤井寺市内の住宅街を走るが、西名阪自動車道をくぐると前方にある仲ツ山古墳を回り込むために左へ大きくカーブを切る。右へ曲がり旧国道170号をくぐるあたりで土師ノ里駅に着く。土師ノ里を出るとほどなく南大阪線最大の急カーブに至り、特急などの優等列車もここでは45km/hに速度を落として走行する。左手より道明寺線が合流して道明寺駅に至る。もともとは道明寺線の方が先に完成し南北に走る線路として開通していたため、後付けとなった南大阪線の方が急カーブを描く格好になっている。
道明寺を出ると線路は再び羽曳野市に入り、西名阪自動車道をもう一度くぐる。西名阪のガードを抜けると風景は住宅地から一変して無花果などの畑が広がる。畑地帯を抜けると次第に羽曳野の市街地に移り、古市検車区を構える古市駅に至る。この駅では長野線と分かれるほか、この駅より先は長野線の富田林駅までと特急停車駅を除いて8両編成の電車は停車できなくなるため、車両の連結や切り離しが頻繁に行われる。

### 古市駅 - 橿原神宮前駅間
本線と支線の分岐駅では、本線がまっすぐに進み、支線が分かれていくのが通例だが、古市駅においては支線の長野線がまっすぐ南下して、南大阪線の方が左へカーブする。これは先述した道明寺駅の場合と事情は全く同じで、先に柏原駅 - 道明寺駅 - 古市駅 - 河内長野駅間のルートが開通し、後から南大阪線の線路が開通していったためである。
長野線と分かれると左手には古市の住宅地が、右手には台地の崖が連なる。ほどなく線路は石川を渡るが、石川を境に風景は一気に変わる。田園が広がる中に工業団地と住宅が点在するのが見え、線路はゆるやかに右へカーブし、駒ヶ谷駅に至る。この駅の左手には梅酒メーカーのチョーヤ梅酒本社がある。駒ヶ谷の住宅地を抜けると周辺は広大なブドウ畑や水田などが広がり、左手を国道166号（竹内街道）が並行する。右手に南阪奈道路が近づいてくると上ノ太子駅である。この駅は鉄道駅が存在しない太子町の玄関口の役割をなし、当駅から太子町の市街地、住宅地へ向かうバスが発着している。
上ノ太子を出てほどなく線路は国道166号（竹内街道）と踏切で交差し、山裾を縫うように蛇行して走り、4km以上に亘る33.3‰の連続上り勾配にかかる。蛇行のために南阪奈道路を2度アンダーパスし、線路は羽曳野市から太子町に入る（しかし先述した通り太子町内には駅がなく、あくまでも南大阪線は太子町を通過するのみである）。そこからしばらくは右手を奈良県道・大阪府道703号香芝太子線が並行する状況が続くが、この道路は途中で線路を跨いで左手側に移る。この線路を跨ぐ場所が穴虫峠であり、大阪府と奈良県の府県境にあたる。山岳を貫くトンネルを通らずに大阪府と奈良県の府県境を越えるのも、この路線の特徴の一つである。
奈良県香芝市に入ると左手に見える県道703号は国道165号と合流し、大和高田バイパス（国道165号バイパス）と側道（従来の国道165号）に分かれ、南大阪線はバイパスを潜り、国道165号と並行する。ここから先はしばらく二上山の裾を沿うように走るため、右手方向には二上山のフタコブラクダ状の稜線が美しく見える。この間に二上山駅、二上神社口駅、当麻寺駅を通り、線路は葛城市に移る。この区間の山以外の風景においては、駅の前後に住宅が密集しているほかは、広大な田畑が広がりのどかである。
なお、二上山のふもとは當麻寺（当麻寺）をはじめ牡丹の名所となっている地が多くあり、二上神社口と当麻寺の両駅は牡丹の見ごろになると一部の急行が臨時停車する。
当麻寺駅から磐城駅にかけてはほぼ直線に進み、磐城駅を過ぎると再び国道166号と踏切で交差して、ゆるやかに左へカーブする。このあたりから住宅の数が増えてきて、ほどなく尺土駅に至る。尺土駅は御所線との分岐駅であるとともに緩急接続可能駅であり、さらに大阪阿部野橋から最初の特急全列車停車駅でもあるため、終日にわたり準急（この区間は各駅停車）・普通と急行・特急との接続が行われている。
尺土駅を出て御所線が右へ分かれると、再び田園風景が広がり大和高田市に入る。田園風景はつかの間で急速に建物の数が増え、高田の市街地に移っていく。次第に線路は高架を上り、高田市駅に至る。高田市駅は南大阪線における大和高田市の中心駅であるが、大阪線の大和高田駅、JRの高田駅には広大な駅前広場があるのに対し、高田市駅前は2車線（片側1車線）の国道166号（バイパス）にバス乗り場を兼ねたロータリーが申し訳程度に設置されているのみで、線路、道路のぎりぎりまで所狭しと建物が密集している。
高田市を出ると線路はゆるやかに右へカーブを切り、JR和歌山線を跨いでほどなく高架から地上区間に下りる。しばらくは住宅地を進むが、徐々に住宅の間隔が空き畑が目立つようになると今度はゆるやかに左へカーブし、浮孔駅に至る。そこから少し進むと国道24号大和高田バイパスを潜り、橿原市に入る。そして、京奈和自動車道橿原高田インターチェンジ高架下を潜り通り、水田地帯を抜け住宅地が迫ると坊城駅となり、さらに線路は南東へ直進する。坊城の住宅地を抜けると再び広い田園地帯に入り、左手には大和三山の一つ畝傍山と橿原神宮を包む森林が見えてきて、畝傍山の裾に入ると橿原神宮西口駅に至る。線路は左手に橿原神宮の森林、右手に奈良芸術短期大学などの学校群や住宅街を眺め、大きく右へカーブして橿原線との接続駅である橿原神宮前駅に達する。南大阪線としてはこの駅が終点であり、この駅で折り返す列車も多くあるが、線路はこの先も続いて吉野線となっており、急行・特急は大半が吉野線に直通して吉野駅まで運転される。

## 運行形態
大阪阿部野橋駅から長野線・吉野線・御所線と直通運転を行っている。大阪阿部野橋駅 - 吉野駅間には急行などのほか、「さくらライナー」や観光特急「青の交響曲」などの特急が運転されている。ダイヤは基本的に大阪阿部野橋発時刻はわかりやすく、できるだけ等間隔にそろえられている。

### 運転本数
日中1時間あたりの運行本数は以下のようになっている。1時間当たり特急0 - 1本が吉野線に、準急4本が長野線に乗り入れる。
| 駅名 ＼ 種別 | 大阪阿部野橋 | …       | 藤井寺  | 藤井寺  | …       | 古市    | 古市    | …       | 橿原神宮前 | 橿原神宮前 | 吉野線直通 |
| ------------ | ------------ | ------- | ------- | ------- | ------- | ------- | ------- | ------- | ---------- | ---------- | ---------- |
| 特急         | 0 - 1本      | 0 - 1本 | 0 - 1本 | 0 - 1本 | 0 - 1本 | 0 - 1本 | 0 - 1本 | 0 - 1本 | 0 - 1本    | 0 - 1本    | 0 - 1本    |
| 区間急行     | 2本          | 2本     | 2本     | 2本     | 2本     | 2本     | 2本     | 2本     | 2本        |            |            |
| 準急         | 2本          | 2本     | 2本     | 2本     | 2本     | 2本     |         |         |            |            |            |
| 準急         | 4本          | 4本     | 4本     | 4本     | 4本     | 4本     | 4本     | 長野線→ | 長野線→    | 長野線→    | 長野線→    |
| 普通         | 6本          | 6本     | 6本     | 0 - 2本 | 0 - 2本 | 0 - 2本 |         |         |            |            |            |
| 普通         |              |         |         |         |         | 2本     |         |         |            |            |            |

### 列車種別

#### 急行
2021年7月3日変更の現行ダイヤでは日中を除く時間帯を中心に運転されている。基本的には吉野線に直通し、大阪阿部野橋駅 - 吉野駅間で1時間に2本運転されている。南大阪線内は古市駅を含む特急停車駅に停車し、吉野線内は各駅に停車する。したがって南大阪線における長距離の料金不要速達種別であるうえ、事実上の吉野線の各駅停車でもある。春の土休日には当麻寺駅・二上神社口駅に、秋の土休日には上ノ太子駅に臨時停車する列車がある。
長野線直通は（長野線内は各駅に停車）平日の朝ラッシュ時には河内長野発大阪阿部野橋行きと大阪阿部野橋発富田林行きが、夕ラッシュ時には富田林発大阪阿部野橋行きと大阪阿部野橋発河内長野行きの列車が運転されている（2011年3月16日のダイヤ変更から平日夕ラッシュ時にも富田林発大阪阿部野橋行きが運転されるようになった）。また古市駅発着として、平日の早朝には古市発橿原神宮前行きと吉野発古市行きが運転されている。古市発橿原神宮前行きはかつては深夜にも運転されており、大阪阿部野橋発古市行き準急が終点の古市駅で種別変更されたものとして運転していた。この列車は2012年3月20日のダイヤ変更以前、平日の夕方ラッシュにも運転されていた。
平日朝8時台には下りに大阪阿部野橋発古市行き急行も運転されていたが、2011年3月16日のダイヤ変更で廃止された。これは古市検車区への入庫を兼ねた列車だった。しかしこのダイヤ変更で上り平日深夜22時台に古市発大阪阿部野橋行き急行が運転を開始した。これらは急行停車駅1駅間のみの運行となっていたが、現在は廃止されている。
2021年7月3日のダイヤ変更では平日・土休日共に10 - 14時台の列車が区間急行に格下げとなり、日中の運行が無くなった。
毎年5月上旬から中旬の土休日には御所線近鉄御所駅まで直通する臨時急行「葛城高原号」も運転されている。
定期列車は途中駅での特急待避を行わず（1990年以降）、大阪阿部野橋駅 - 吉野駅間の急行の所要時間は90分強で、特急と急行の所要時間差は約15分強である。このため下りについては、急行が大阪阿部野橋駅を発車してから20分後に発車する特急より2 - 3分早く吉野駅へ到着し、上りは特急の3分後に急行が発車して特急より約20分後に大阪阿部野橋駅へ到着するダイヤが基本パターンとなっている。
編成両数は、南大阪線内及び長野線富田林以北では最長8両編成で、吉野線では最長4両編成、長野線富田林以南では最長5両編成。ラッシュ時間帯以外は4両編成を基本に運用されている。当麻寺駅・二上神社口駅・上ノ太子駅に臨時停車する列車はホーム有効長の関係上、4両編成で運転される。

#### 区間急行
2021年7月3日変更の現行ダイヤでは日中時間帯を中心に、朝や夜間にも数本が運転されている。日中時間帯では毎時2本が運転され、それ以外の時間帯では上りは平日の朝に3本、土休日の夜に3本、下りは土休日19時台に2本、深夜に平日・土休日1本が運転されている。平日朝の古市発橿原神宮前行きを除き全列車が大阪阿部野橋駅 - 橿原神宮前駅間の運行であるが、橿原神宮前駅から先、普通に種別変更の上そのまま吉野線に直通する列車もある（種別変更運転の理由は吉野線の項を参照のこと）。停車駅は急行の停車駅に浮孔駅・坊城駅・橿原神宮西口駅が追加され、尺土駅 - 橿原神宮前駅間は各駅に停車する。かつては下りの深夜の一部列車に古市駅で後ろの車両を切り離し、橿原神宮前行きの普通に変更して運転、前の車両は橿原神宮前駅から吉野行きの普通として運転するという列車もあった。編成両数は4両編成が大半で平日朝の上り3本は6両で運転される。かつては8両編成の列車もあった。
1972年以前の急行は当線の尺土駅 - 橿原神宮前駅間および吉野線の各駅に停車し、現在の区間急行と同じ停車駅であった。翌1973年に、従来の停車駅の列車を朝ラッシュ時の橿原神宮前発大阪阿部野橋行きに設定し区間急行が運転開始した。1980年代前半までは朝の大阪阿部野橋行きのみの設定であったが、現行ダイヤへの過渡期である1989年から1990年にかけては、昼間にも1時間1本運転されていたことがあった。また2011年3月13日までは、土休日のみであったが吉野線吉野発も運転していた。2010年3月19日のダイヤ変更で平日朝の大阪阿部野橋行は廃止されたが、2011年3月16日のダイヤ変更で1本のみ復活している。2021年7月3日のダイヤ変更では10 - 14時台の大阪阿部野橋駅 - 吉野駅間で運転されていた急行を格下げする形で日中の設定が復活した（平日の一部列車を除いて橿原神宮前駅 - 吉野駅間は普通に種別変更の上そのまま直通運転する）。
2021年現在、近鉄全体ではこの区間のみに設定されている列車種別であり、英文表記は Suburban Express （方向幕における表示は「 SUB. EXP. 」）である。

#### 準急

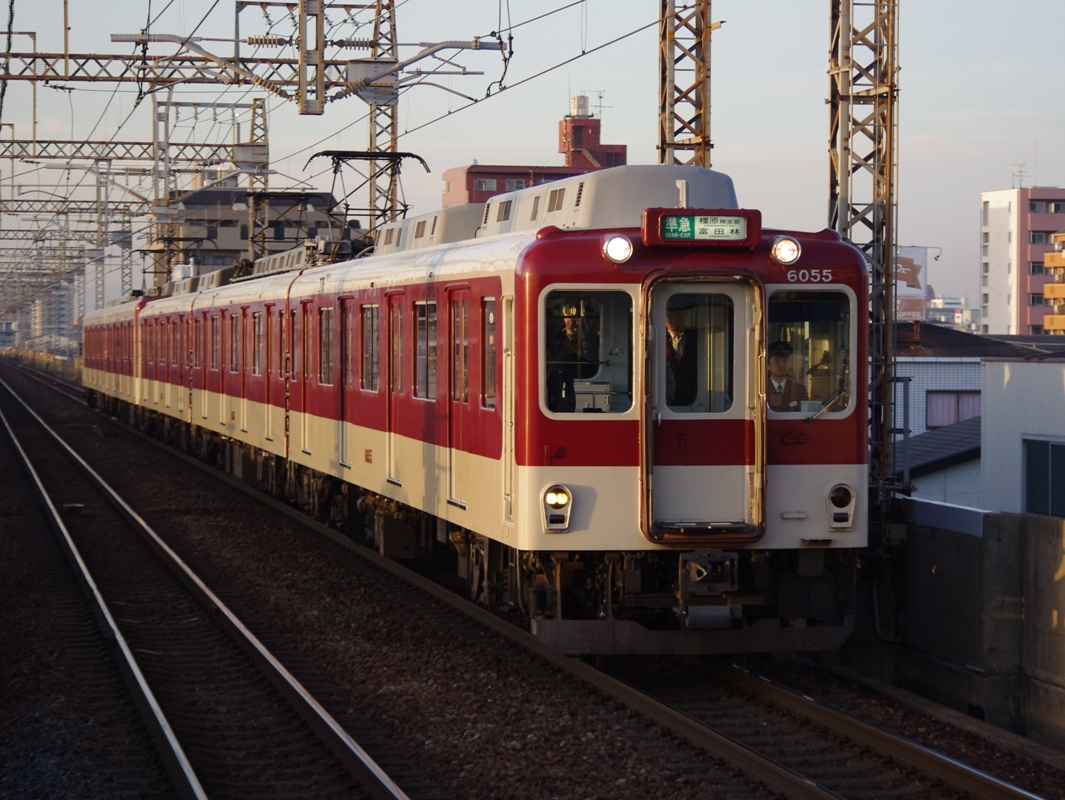
2013年3月のダイヤ変更前まで運行されていた橿原神宮前・富田林行き準急

終日、大阪阿部野橋駅 - 橿原神宮前駅・長野線河内長野駅間で運転されている。大阪近郊における短距離の速達種別という位置づけで、昼間時は1時間に古市駅（一部橿原神宮前駅）発着が2本、長野線直通河内長野駅発着が4本の合計6本が運転される。大阪阿部野橋駅には急行か区間急行の3倍の数の準急が発着することになり、大阪阿部野橋駅 - 古市駅間では準急が主力速達種別となっている。
普通が激減する藤井寺駅 - 橿原神宮前駅・長野線河内長野駅間での各駅停車としての役割を担っており、長野線直通準急の約半数が古市駅で橿原神宮前駅方面の急行または区間急行と、橿原神宮前駅発着の大半の列車が尺土駅で特急とそれぞれ緩急接続を行っている。また古市駅発着の列車は古市駅 - 橿原神宮前駅の普通と接続している。基本的に大阪阿部野橋駅 - 古市駅間では最先着列車となるが、平日朝ラッシュ時下りに河内松原駅で、平日夕ラッシュ時上りに藤井寺駅で後続の特急や急行に追い抜かれる列車が存在する。かつては朝ラッシュ時上りにも藤井寺駅や、次の停車駅が終着駅であるにもかかわらず河内松原駅で後続の特急や急行に追い抜かれる準急が存在した。またラッシュ時間帯の一部列車は尺土駅で急行と古市駅で特急と緩急接続を行っている。
また、御所線直通列車が平日朝ラッシュ時に大阪阿部野橋駅 - 近鉄御所駅間で、吉野線直通列車が上りが平日1本、下りが平日・土休日に1本のみ大阪阿部野橋駅 - 吉野駅で運転されているほか、一部の列車は橿原神宮前駅から先、普通に種別変更の上そのまま吉野線に直通する。また、朝ラッシュ終わり・夕ラッシュ・深夜時間帯には古市駅で河内長野行きと橿原神宮前行きまたは御所行き普通列車に分割される列車もある。朝夕ラッシュ時や早朝・深夜には富田林駅発着列車もある。
2018年3月のダイヤ変更から2021年7月のダイヤ変更まで、平日深夜下りに古市行き準急として運転し、古市駅から橿原神宮前行き急行に種別・行先変更する列車が運転されていた。この列車は2012年3月のダイヤ変更までは平日夕ラッシュ時にも運転されていたが、ダイヤ変更後は橿原神宮前行き準急として運転している。
2013年3月のダイヤ変更までは同じくラッシュ時に橿原神宮前行きと富田林行きに古市駅で分割される列車が存在した（案内上は橿原神宮前・富田林行き準急で、前部車両が橿原神宮前行き、後部車両が富田林行き）。ダイヤ変更後、富田林行き準急として運転されている。夕ラッシュ時の富田林行きは古市駅で分割後、後部車両が橿原神宮前行き普通列車に種別・行先変更を行っているが、2014年9月のダイヤ変更以降、一部の列車では分割作業を行わず、古市駅から別の車両を橿原神宮前行き普通列車に充当している。なお、2018年現在、橿原神宮前行き準急の後部車両が古市から富田林行きとなる場合も、種別・行先変更での案内を行っており、「橿原神宮前・富田林行き準急」の案内は行っていない。なお、上り列車では2018年現在でもラッシュ時に吉野・橿原神宮前・御所始発と富田林・河内長野始発とする列車が古市駅で連結作業を行っているが、上り列車は両列車とも始発駅から大阪阿部野橋行き準急として運転している。
1965年のダイヤ変更までは土師ノ里駅は通過していた。現在は普通の大半が藤井寺までの運転となったこともあり停車している。また、1970年代までは大阪阿部野橋駅 - 河内天美駅間運転の準急が朝ラッシュ時に設定されており、この準急に限り他の準急が停車しない矢田駅と河内天美駅に停車（河内天美駅は大阪阿部野橋駅方面発着のみ）していたほか、1990年までは日中にも吉野線・御所線直通の列車がそれぞれ片道1時間1本の割合で運転されていた。
2018年3月のダイヤ変更で終電時間帯の時刻が見直され、大阪阿部野橋駅発23時台の準急を増発し、河内長野行き、富田林行きのそれぞれの最終列車の発車時刻が繰り下げられた。
2022年4月23日のダイヤ変更で日中の橿原神宮前発着の大半の列車が古市駅発着の準急と古市駅 - 橿原神宮前駅の普通に分断された。
編成両数は、大阪阿部野橋駅 - 古市駅間と長野線直通列車は平日と土休日で輸送力の格差が大きく、平日はラッシュ時に7 - 8両の長編成での運転が多いのに対し平日日中と土休日は基本的に終日4 - 5両編成である。古市駅 - 橿原神宮前駅間と御所線直通列車は2両 - 4両編成で運転されている。

#### 普通
終日運転されているが、全線を通しで運転するのは早朝・深夜のごくわずかで、事実上古市駅を境に運転系統が分かれている。

##### 大阪阿部野橋 - 古市・河内長野間
大阪側では大阪阿部野橋駅 - 藤井寺駅・古市駅間での運転が基本で、昼間時は大阪阿部野橋駅 - 藤井寺駅間で1時間に6本運転され、そのうち1時間に0 - 2本は大阪阿部野橋駅 - 古市駅で運転される。また河内天美駅に隣接して古市検車区天美車庫がある関係で、早朝に河内天美発大阪阿部野橋行きがある。1980年頃までは針中野駅の乗降客が非常に多かったことからラッシュ時を中心に河内天美駅折り返しの普通列車も多く運転されていたが、同年11月27日の地下鉄谷町線八尾南駅延伸に伴う駒川中野駅の開業により針中野駅の利用客が激減したため削減され、現在は早朝に上り1本が残るのみとなっている。
朝および深夜を除く大阪阿部野橋駅 - 藤井寺駅間の運用においては、通常今川駅で準急（上りの一部列車を除く）、河内天美駅で特急または急行（一部列車を除く）を通過待避し、河内松原駅で、下りはさらにもう1本後、上りはさらにもう1本前の準急と緩急接続する。河内松原駅で緩急接続する列車は、下りは大阪阿部野橋駅を2本後（13分後）に出発、上りは大阪阿部野橋駅に13分前に到着する準急となり、優等列車と普通列車の所要時間差が大きいダイヤが組まれている。
藤井寺駅 - 古市駅間は早朝・日中・深夜の運転が中心で、それ以外の時間にはほとんど運転されない。
長野線への直通列車は上りは深夜に河内長野発大阪阿部野橋行き、平日の朝ラッシュ終了時に富田林発大阪阿部野橋行き、下りは平日の早朝に河内天美発、土休日の早朝に大阪阿部野橋発で河内長野行きが運転されている。
編成両数は大阪阿部野橋駅 - 古市駅間は最大6両編成、長野線直通列車は4両または5両編成である。

##### 古市 - 橿原神宮前・吉野・御所間
この区間は古市駅 - 橿原神宮前駅間での運転が基本（早朝上下線・深夜上りには吉野線直通もあり）である。この区間では準急も各駅に停車するものの、10 - 15時台では同区間で準急がほとんど運転されないため、各駅に停車する唯一の種別となる。それ以外の時間帯でも準急の多くが長野線直通であるため、普通を運転することで運転本数を確保している。
10 - 15時台の列車は2022年4月23日のダイヤ変更で橿原神宮前駅発着の準急を代替したものであり、古市駅発着の準急と同駅で接続し、尺土駅で特急と接続する。それ以外の時間帯の列車は古市駅で河内長野駅発着の準急と接続を行い、尺土駅で吉野駅発着の急行と緩急接続を行っている（但し接続ではなく古市行き普通として運行したのち、その車両がそのまま大阪阿部野橋行き準急に変わる、逆に古市行き準急として運転したのち尺土方面行き普通に変わることもある。この場合、古市より尺土側ではワンマン列車として運行される。）。また上り列車の一部は古市駅で古市駅発大阪阿部野橋行き普通とも接続を行う（乗り継ぐことにより、後続の河内長野駅発準急より河内松原駅までの各駅へ先着する）。
また平日の上りは朝は古市駅 - 御所線近鉄御所駅間の直通列車が運転主体となるため、尺土駅 - 橿原神宮前駅間の区間運転列車が運転される。夕ラッシュには終点の橿原神宮前駅にて、吉野線橿原神宮前駅 - 吉野口駅間の普通に系統変更して引き続き運転されたり、古市行の普通が御所行きに行き先変更をして実質大阪阿部野橋発御所行きとして運転されている列車もある。2012年3月20日のダイヤ変更では夕方ラッシュ時の古市駅で急行に種別変更を行う準急が全区間準急として運転される（藤井寺駅以東は各駅に停車）ために同時間帯は古市 - 橿原神宮前駅間は全列車準急として運転されるようになった。これにより御所線への直通運転や尺土駅 - 橿原神宮前駅間の区間運転列車はなくなった。しかし2015年時点で朝と夕方に古市駅発着で御所線への直通列車が設定されている。
編成両数は2両 - 4両編成（一部列車は2両編成のワンマン運転を実施）である。
2021年7月3日のダイヤ変更以前は日中に河内長野駅発着の準急と接続する列車が毎時2本運転されていた。同変更で昼間10 - 14時台の列車が廃止され、古市駅 - 尺土駅は準急のみ毎時2本に減便、尺土駅 - 橿原神宮前駅は急行から区間変更への種別変更で代替された。しかし、2022年4月23日のダイヤ変更で橿原神宮前発着の大半の準急が古市駅発着の準急と古市駅 - 橿原神宮前駅の普通に分断され、同区間での日中の運転が再開された。

#### 快速急行
行楽シーズンに臨時列車として運転されている。快速を前身とする。停車駅は古市駅停車の特急と同一である。編成両数は南大阪線内では最長8両編成、吉野線内は最長4両編成で運転されている。
急行は特急待避をしないが、快速急行については橿原神宮前駅で特急待避および大阪阿部野橋駅方の10分間隔運転に合わせるための時刻調整を行うため、橿原神宮前駅で最長12分停車する。このため大阪阿部野橋駅 - 吉野間の所要時間は1時間45分前後と同時間帯の急行より10分程度所要時間が長くかかっている。吉野線区間においても52 - 53分と、同区間を各駅に停車する急行とほぼ同じ所要時間である。

#### その他
かつては快速も運転されていた。

### 車両の増解結と種別・行先変更
古市駅を境に利用状況が大きく異なることによる車両数の適正化、停車駅ホーム有効長の違い、分岐各線（長野・御所・吉野線）と合わせた車両運用の能率化により終日車両の増解結を行い、切り離した車両を即時別系統の列車にしたり、建前上の終着駅に到着後種別・行先を変更し引き続き営業運転させる（いわゆる「化け」）等の柔軟な車両運用を行っている。近鉄では他に奈良・京都・橿原線と名古屋線の一部の列車で表示上の終着駅到着後に種別・行先を変更して引き続き運転している。旅客の利便性目的ではない点が一般的な多層建て列車等との違いである。
時間帯別においては次の通り。

#### 朝ラッシュ時
3 - 4両⇔5 - 8両
- 急行・区間急行 - 橿原神宮前駅・古市駅・尺土駅で増解結を行う。朝ラッシュ時には4両編成で吉野駅を発車し橿原神宮前駅で増結を行い6両編成とし、さらに古市駅で増結して8両編成で大阪阿部野橋駅に向かうという2回増結を行う列車もある。また切り離した車両を橿原神宮前行や御所線御所行普通に種別変更して運転される列車もある。土休日においては終日4両編成での運転を基本としているが一部に吉野駅-橿原神宮前駅又は古市駅間2両編成で運転する列車がありこれらは増解結を行い古市駅以北で4両編成としている。
- 準急 - 古市駅で増解結を行う。古市駅で切り離した後一部の車両を橿原神宮前行や同急行に変更して運転される列車、及び後部車両を御所線御所行き普通に種別変更するものもある。

#### 日中・夕ラッシュ時
2・3両⇔4・5両
- 急行・区間急行 - 日中は基本的に全線4両編成で運転するため、増解結は行わない。これ以外の列車においては朝は7 - 8両、夕方以降は6両で運転するため、途中駅で切り離しを行う（いずれも平日限定）。夕ラッシュ時には、橿原神宮前駅 → 古市駅間を2両編成で運転する急行もある。土休日は基本的に終日4両編成のため吉野線内2両編成で運転する一部の便を除き増解結は行わない。
- 準急 - 日中においても、大阪阿部野橋駅 - 橿原神宮前駅間運転の準急において一部の列車が古市駅で増解結を行う。これは大阪阿部野橋駅 - 古市駅間の準急・普通の日中の基本編成が4 - 5両であるのに対し、駒ヶ谷駅 - 磐城駅間の各駅のホームの有効長が4両編成までしか対応していないためである。この準急は日中は基本的に4両編成で運転されるが一部の列車は古市駅で切り離しを行い同駅以南2両編成で運転している。また阿部野橋駅で普通と準急の入れ替えや河内長野準急と橿原準急の入れ替えなど車両運用の関係で橿原準急にもごく一部の列車に5両編成が当たる場合があり、このときも切り離しが行われる。上りも同様に2 - 3両編成で橿原神宮前駅を発車する列車があり古市駅で増結して4 - 5両編成としている。長野線富田林以南の駅は5両編成まで対応でき、また河内長野準急は2・3両編成で運転する列車はないため、大阪阿部野橋駅 - 河内長野駅間で運転される準急の増解結は行わない。

#### 深夜
3 - 4両⇔5 - 8両
- 準急 - 一部の列車が8両編成で運転しており、古市駅で前5両が長野線河内長野行、後3両が橿原神宮前行普通にそれぞれ分割される。

#### その他
- 特急にも、朝夕のラッシュ時に橿原神宮前で増解結を行う列車がある（2・4両⇔4・6・8両）。
- 一部の橿原神宮前行の普通列車も橿原神宮前駅で吉野線吉野口行の普通列車（この逆もあり）に行先を変更して運転されることもある。
- 以前は長野線富田林駅でも増解結を行ったが、2013年3月17日の変更ダイヤより6両以上で長野線を走る列車は富田林駅終着・始発の列車のみとされ、増解結はすべて古市駅で行われるようになった。
- 土休日ダイヤでは終日4・5両の短い編成での運転を基本としているため増解結を行なうのは大阪阿部野橋駅 - 橿原神宮前駅間の準急に5両編成が当たった場合に限られる（4両編成の列車も一部の列車が古市駅で増解結を行ない古市駅以南を2両編成で運転している）。また2021年7月3日のダイヤ変更以前は大阪阿部野橋18時20分発吉野行き急行が唯一8両編成で運転されていて橿原神宮前駅（上りは古市駅）で増解結を行なっていたが、ダイヤ変更後は4両編成となり土休日ダイヤは普通の一部に6両編成がある他はすべて5両編成以下となった。

### 愛称列車
南大阪線では現在でも愛称付きの列車を運行している。愛称列車には小型の愛称板が掲出される。また、LCD式に更新される前の大阪阿部野橋駅の発車標にはこれらの愛称付きの列車に対応するコマが存在し、LCD式となった発車標にもこれを踏襲して愛称が表示される。近年、愛称列車は減少傾向にあり、「青の交響曲」16200系等を使用した臨時列車（貸切列車）の運転や、主に春や秋の観光シーズンを中心に定期急行の臨時停車が実施されている。

#### 現存する愛称列車

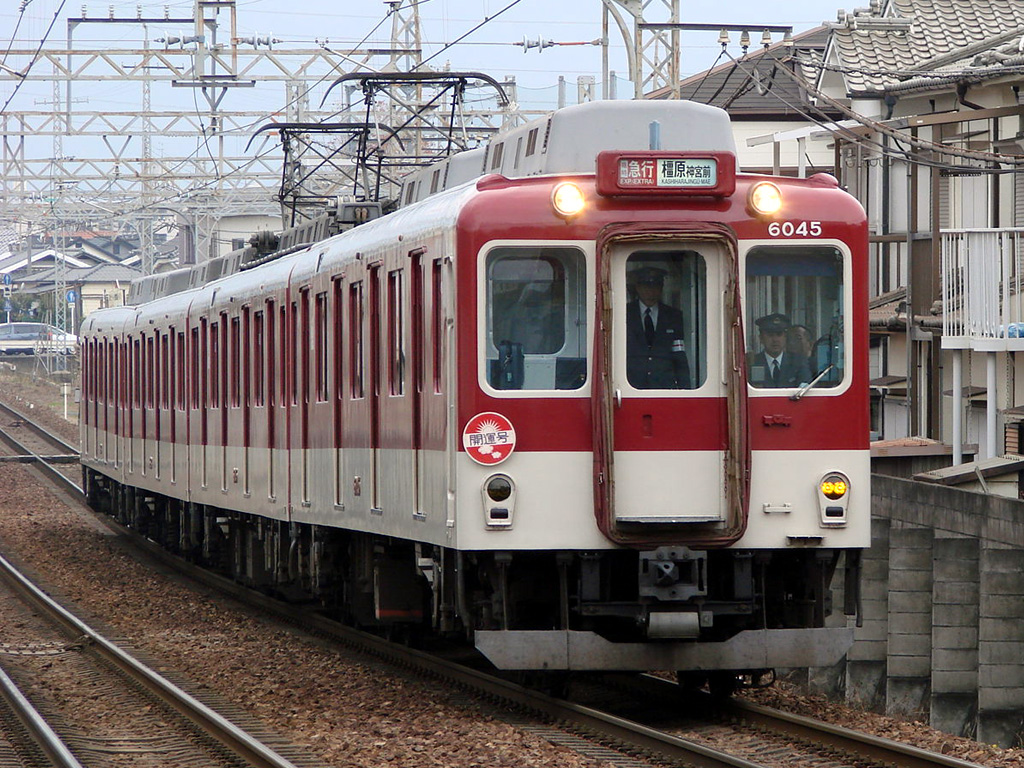
開運号
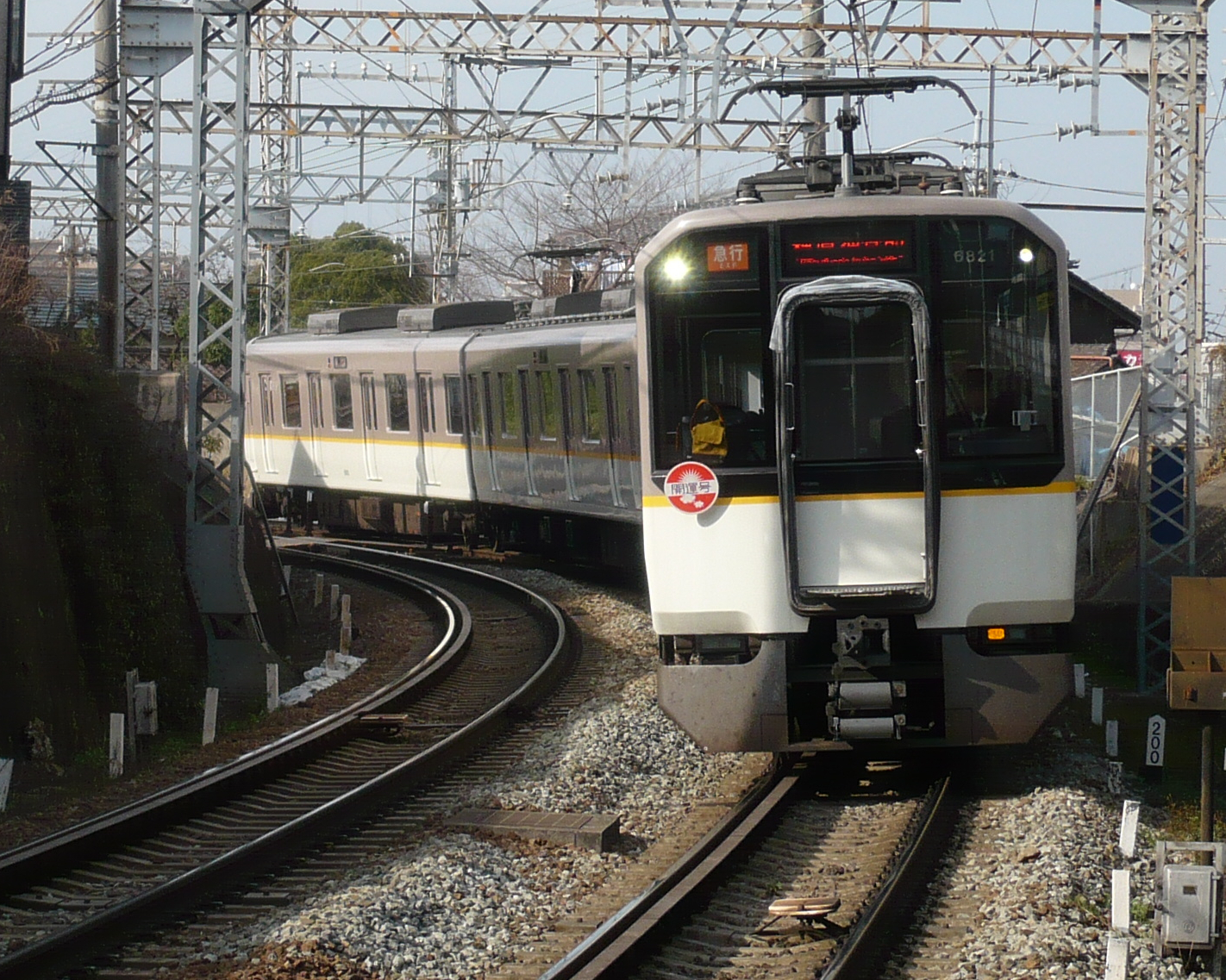
6820系の開運号

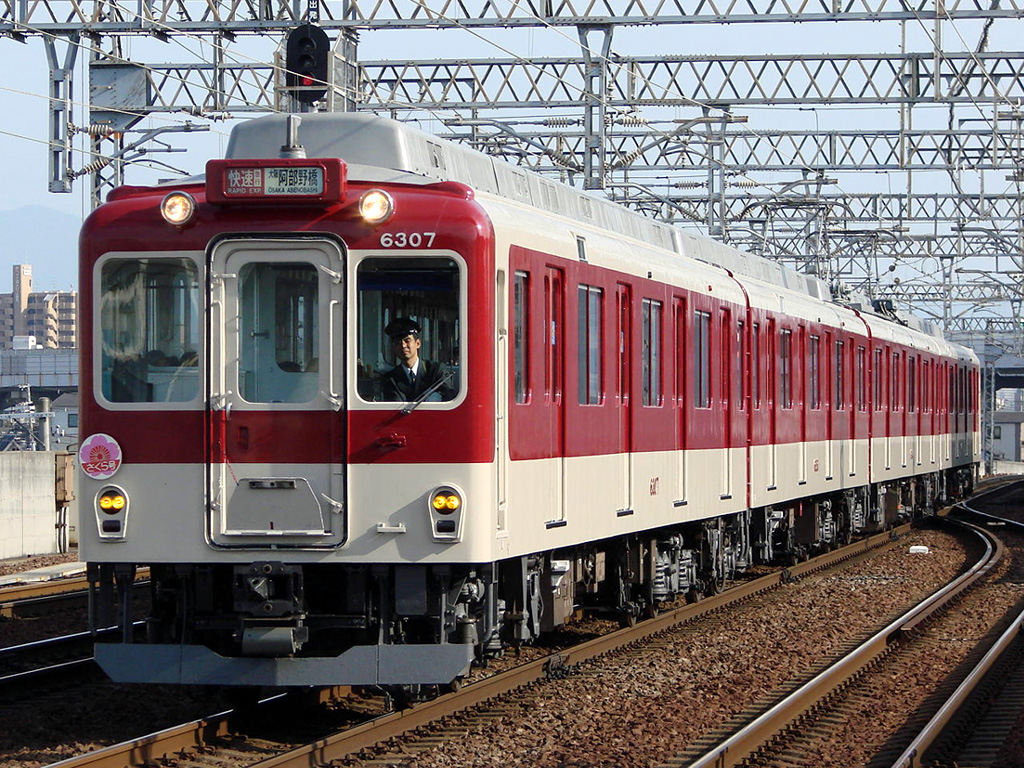
さくら号
吉野山の桜の開花に合わせ、臨時快速急行が大阪阿部野橋駅 - 吉野駅間で毎日運転され、愛称板を掲出して最大8往復設定されている。桜の見頃が平年よりも早い時期には愛称板を掲出せず運転されていたこともあった。

葛城高原号
大和葛城山はツツジが群生しており、見頃のシーズンとなる5月上旬から中旬の土休日に大阪阿部野橋駅 - 近鉄御所駅間で臨時急行として2往復、愛称板を掲出して運転されている。
大阪阿部野橋駅 - 近鉄御所駅間では「つつじ号」として愛称板を取り付けて運転されていたが、これがなくなり、2001年から再び運転されるようになった。
開運号
橿原神宮へ参拝する旅客の利便性向上のため、大阪阿部野橋駅 - 橿原神宮前駅間で臨時急行が11往復（2024年は5往復）運転されている。愛称板も掲出し、基本的に正月三が日の運転であるが、曜日配列によっては4日あるいは5日にも運転されている。
臨時急行により三が日の日中は、大阪阿部野橋駅 - 橿原神宮前駅間は急行が毎時4本となる。1989年までは急行とは異なる「臨時急行」という種別の列車であり、河内松原駅・藤井寺駅・土師ノ里駅・道明寺駅にも停車していたが、同年5月のダイヤ変更でCダイヤ（多客期休日ダイヤ）が廃止されたため、臨時急行は急行に統合された。1990年の運転より急行停車駅と同一になった。また1989年までは、正月三が日から成人の日までの休日ダイヤにおいて、定期列車も含めて大幅なダイヤ変更が行われていたが、前述の通り、現在は正月三が日のみの運転期間に縮小している。この名残で、方向幕に「臨時急行」の表示が用意されている（車両の列車選別装置設定機にも開運号が使用する「K急」が残されている）。
- 開運号
- 6820系の開運号

#### 過去の愛称列車
バファローズ号
大阪ドームで大阪近鉄バファローズ主催試合が行われていた際、試合開始時間に合わせて河内長野駅・橿原神宮前駅→大阪阿部野橋駅間の準急および吉野駅→大阪阿部野橋駅間の急行に愛称板が取り付けられていた。
本拠地を藤井寺球場としていた時には、臨時列車なども運転されており、定期の急行・区間急行などが藤井寺駅に臨時停車していた。また大阪阿部野橋駅発着の臨時準急（河内松原のみ停車）と臨時急行（無停車）、大阪阿部野橋駅・藤井寺駅 - 吉野駅間の臨時快速急行（快速急行停車駅の他藤井寺に臨時停車）と大阪阿部野橋駅・藤井寺駅 - 橿原神宮前駅間の臨時区間急行（区間急行停車駅の他藤井寺に臨時停車）も試合開始前と試合終了後に設定されていた。

ぼたん号
「さくら号」の運転終了後からゴールデンウィークまでの土休日に大阪阿部野橋駅 - 橿原神宮前駅で運転されていた。定期の急行2往復に愛称板が取り付けられ、ボタンで有名な石光寺・當麻寺への参拝者のため二上神社口駅・当麻寺駅に臨時停車していた。

あすか・みよしの号
「さくら号」の運転終了後からゴールデンウィークまでの土休日に大阪阿部野橋駅 - 吉野駅間で運転され、定期急行の2往復に愛称板を取り付けていた。1989年頃までは快速急行として運転し、二上神社口駅・当麻寺駅に臨時停車していた。
秋にも大阪阿部野橋駅 - 吉野駅間の定期急行2往復に愛称が付けられ、10月から11月中旬の土休日に愛称板を掲出して運転されていた。

新緑号
「あすか・みよしの号」の掲出終了後から6月前半までの土休日に、大阪阿部野橋駅 - 吉野駅間で運転され、定期急行の2往復に愛称板を取り付けていた。

あじさい号
大阪阿部野橋駅 - 吉野駅間の定期急行2往復のうち、大阪阿部野橋駅 - 橿原神宮前駅間に愛称板が取り付けられ、「新緑号」の掲出終了後から6月中旬までの土休日まで運転されていた。大阪阿部野橋駅 - 橿原神宮前駅間で定期急行が設定されていた時期には、その列車に愛称板が掲出されていた。

ぶどう号
1958年9月に臨時準急として大阪阿部野橋駅 - 駒ヶ谷駅（回送で二上山駅）間で運転され、1962年からは8月・9月の休日に2往復が運転されていたが、1969年以後は3 - 4往復運転されていた。1980年代頃まで、7月下旬から9月上旬の期間、朝夕の急行の一部が駒ヶ谷駅に臨時停車していた。

なし狩号
9月の土休日に、大阪阿部野橋駅 - 吉野駅間の定期急行1往復に愛称が名付けられ、梨の形をあしらった愛称板を掲出して運転していた。定期特急に愛称を名付けていたり、快速急行を運転して、大阿太駅に臨時停車していた時期もあった。福神駅・大阿太駅周辺は、奈良県内で梨の産地で有名である。
なし狩号は、その前身となる「20世紀号」という名称で、快速急行として1970年から運転を開始し、その後1979年からは大阪阿部野橋駅 - 下市口駅間で特急列車としても運転し、大阿太駅に臨時停車していた。
特急列車に愛称板を掲出する場合の車種ごとの取り扱いは以下の通り。
- 16000系：通常使用している行先方向板の代わりに愛称板を掲出。
- 16010系：貫通扉の行先方向幕に加え、サボ受けに愛称板を掲出。
- 16400系：車外に愛称板を掲出するサボ受けがないため、愛称板は未掲出の状態で運転。

大台号
大阪阿部野橋駅 - 吉野駅間の定期特急1往復に名付けられていた愛称で、10月から11月中旬に運転されていた。大台ヶ原山をイメージした愛称板が取り付けられていた。愛称板の掲出については、なし狩号と同様の取り扱いであった。

越年号
大晦日から元旦にかけての終夜運転実施時に、古市駅に停車する特急に名付けられる愛称であった。

建国号
2月11日（建国記念の日）に橿原神宮で行われる紀元祭にあわせて、大阪阿部野橋駅 - 吉野駅間の定期急行2本のうち、橿原神宮前までの区間に愛称が名付けられ、愛称板も掲出していた。

### PL花火臨時ダイヤ

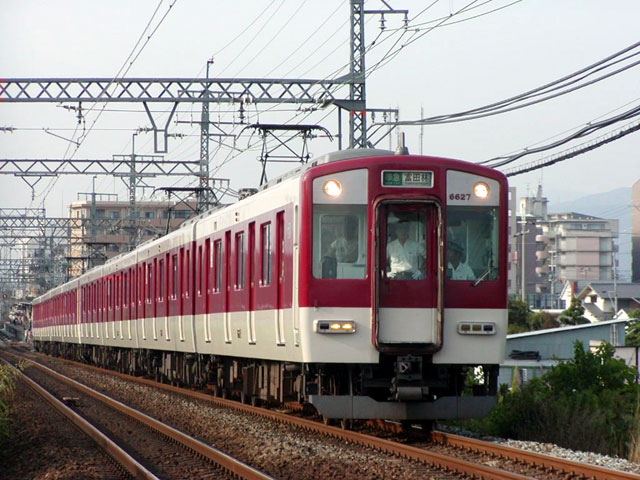
臨時列車の富田林行準急

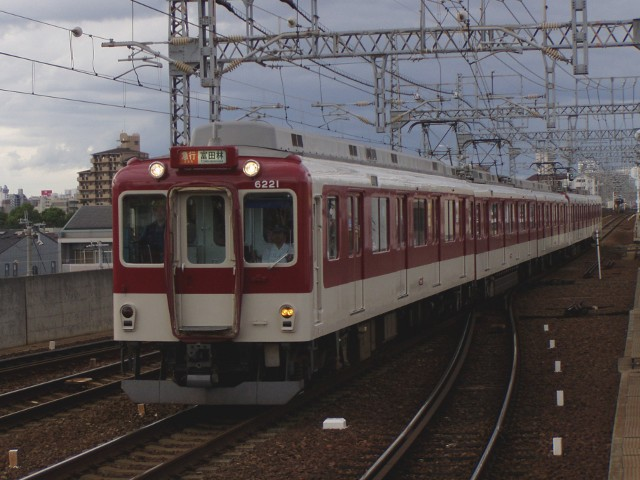
2005年まで運転されていた富田林行急行

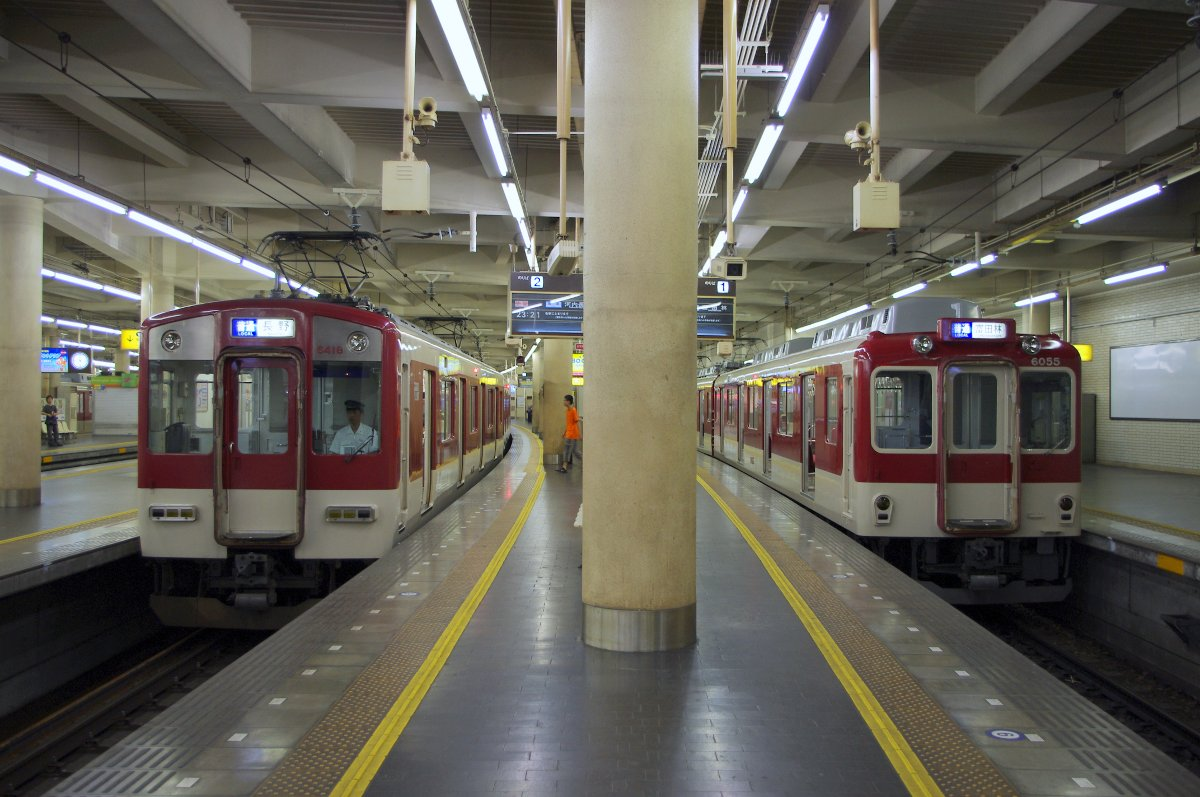
2010年、PL花火芸術開催日に運転された大阪阿部野橋発河内長野行普通と富田林行普通

毎年、8月1日に富田林市で行われるPL花火芸術の観覧客輸送のため、年によって変動するがおおよそ当日15時以降に長野線直通列車が大幅増便される特別ダイヤで運転されている。以前は一般列車に愛称板を掲出していた時期もあったが、現在は掲出されなくなった。
特急
もともと、長野線発着となる特急列車の設定がなく、PL花火臨時においても特急列車の設定は皆無であったが、2010年は従来の臨時列車のほか、26000系「さくらライナー」を2本連結した8両編成で大阪阿部野橋発富田林行きの臨時特急（往路のみ）が運転された。
2012年のダイヤ変更以降、一部の特急が古市駅に停車するようになり、PL花火芸術実施日においても、通常より多くの特急を古市駅に停車させている。2014年は下りは16時台以降、上りは17時台以降の全ての特急が古市駅に停車する。2012年からのPL花火芸術実施日には、古市駅に臨時停車する特急に「花火号」と命名して、同駅で富田林方面行きとの接続が行われた。

急行
大阪阿部野橋駅 - 橿原神宮前駅・吉野駅間の急行は通常通り運転される。ただし、大阪阿部野橋駅 - 富田林駅間の輸送力を確保するため、通常6 - 8両編成のところを4両編成に減車される列車もある。これに加え、以下の列車が運転された。
- 2005年まで：当時定期列車に無かった大阪阿部野橋発富田林行き急行を運転（通常の河内長野行きを富田林行きに変更）。
- 2006年：河内長野発大阪阿部野橋行きのみ。5両編成で運転。
- 2007年：設定無し。
- 2008年：古市発大阪阿部野橋行きを運転。
- 2009年：河内長野発大阪阿部野橋行きと富田林発大阪阿部野橋行きを運転。
- 2010年：送り込みを兼ねた古市発大阪阿部野橋行きを運転。
- 2011年：送り込みを兼ねた富田林発大阪阿部野橋行きを運転。
- 2012年：送り込みを兼ねた富田林発大阪阿部野橋行きを運転。
- 2013年：設定無し。
- 2014年：花火臨での設定は無かったが9月21日のダイヤ変更より通常ダイヤで平日朝に大阪阿部野橋発富田林行き急行が1本だけ運転されるようになる。

準急
大阪阿部野橋駅 - 富田林駅間（夜間の下り列車は大阪阿部野橋駅 - 古市駅間）で最多で5分おきに頻発される、近鉄の臨時列車の中で最も本数の多い列車で花火観客輸送の主役を担う。土休日にもほとんどの編成が8両とラッシュ時以上の運行となる。また2008年は大阪阿部野橋発藤井寺行きが数本運転された。
大半の列車が富田林駅まで8両編成で運転されるために通常の橿原神宮前駅・河内長野駅・近鉄御所駅発着の列車は運転されない。橿原神宮前駅発着列車は古市駅 - 橿原神宮前駅間の普通、河内長野駅発着列車は大半が大阪阿部野橋駅発着の普通、近鉄御所駅発着列車は尺土駅 - 近鉄御所駅間の御所線内折り返し運転となる。2009年からは20時以降河内長野発大阪阿部野橋行き準急も運転されている。また2010年以降は深夜に大阪阿部野橋発河内長野行きも運転されている。近年は富田林駅発着となる列車が8両、河内長野駅発着となる列車は折り返し普通列車となる場合もあることから、古市駅での連結作業を行わず5両で運転される（一部、富田林駅発着となる運用に回る場合は古市で連結作業を行う）。また大阪阿部野橋駅発19時半ごろから22時半ごろまでの全ての準急が古市行きになる。2013年、2014年は深夜1往復のみ大阪阿部野橋駅 - 橿原神宮前駅間の運転もある。

普通

終日、大阪阿部野橋駅から発車する普通列車は基本的に藤井寺駅・古市駅までの運転となる。大阪阿部野橋駅 - 藤井寺駅間は通常時と同じ10分おきで運行されるが、前述の急行と同様、準急への輸送力確保のため夕ラッシュ時においても通常より短い4両編成に減車される列車が多くなる。また、前述の通り、大阪阿部野橋駅 - 橿原神宮前駅間の準急の大半が古市駅 - 橿原神宮前駅間の普通に変更されるため、通常よりも本数が増加するほか、通常夕方以降運転される古市駅 - 近鉄御所駅間の普通列車は大阪阿部野橋駅 - 富田林駅間の輸送力を確保するため、こちらは通常よりも本数が少なくなる。これに加え、年次により以下のような列車が設定された。
- 2005年まで：古市駅 - 富田林駅・河内長野駅間の区間列車を運転（これに加え、2004年には大阪阿部野橋駅 - 橿原神宮前駅間直通の普通列車も運転）。
- 2006年以降：大阪阿部野橋駅 - 河内長野駅間直通の普通列車を運転（これに加え、2006年は一部古市駅 - 河内長野駅間の区間列車を運転）。
- 2010年：大阪阿部野橋駅 - 河内長野駅間直通列車のほか、深夜時間帯に大阪阿部野橋発富田林行き直通列車を運転（当日の富田林行き最終列車）。
- 2014年：大阪阿部野橋駅 - 河内長野駅間直通列車のほか、夕方に富田林発古市行きを1本運転。

このほか、大阪阿部野橋駅から橿原神宮前行き・古市行き準急として運転し、古市駅で種別・行先変更して運転されることもあった（橿原神宮前行きは古市駅で切り離した車両をそのまま長野線普通として運転）。

### 終夜運転
大晦日から元日にかけての終夜運転は、橿原神宮への初詣客などに利用されており、2022年度は大阪阿部野橋駅 - 橿原神宮前駅間で特急が1往復、普通が午前3時台まで約30分間隔で運行している。
1990年代後半までは特急も普通も15分間隔で運転されていた。2008年度までは特急も普通も20分間隔で運行されていた。2009年度は30分間隔に減便された。2010年度から2019年度は特急が3往復、普通が約30分間隔で運行されており、一部列車は吉野駅まで運転されていた。2020年度は新型コロナウイルス感染拡大の影響で終夜運転は行われなかった。2021年度は吉野線内の運転が取りやめられ、特急が2往復となった。さらに2022年度は午前3時台以降の運転が打ち切られ、特急が1往復となった。

### その他
吉野線沿線には飛鳥や吉野などの観光地があり、春や秋のシーズンにはラジオ番組や新聞社主催のハイキングが開催されている。それに合わせた臨時列車も多く運転されている。また、ラジオウォークなど沿線で行われるイベントにあわせて取り付けられるヘッドマークも多い。
行先はこれらの他に臨時急行、区間急行、快速急行の藤井寺行きがあるが、現在はほとんど使われていない。

## 乗務員
乗務員は特急のみ通し乗務で、それ以外は古市駅で交替する。ただし、長野線直通列車（準急）及び一部の吉野線直通列車（急行）、橿原神宮前発着の準急は古市駅で乗務交代を行わずそのまま終点まで乗務する場合もある。

## 車両
南大阪線系統各車両は全車が古市検車区の所属となっており、列車検査（JRでいう仕業検査）、状態・機能検査（同じく交番検査）は同所で行われるものの（列車検査は同所のほか天美車庫・六田車庫でも行われる）、重要部検査・全般検査は五位堂検修車庫で行われることになっている。入場の際には橿原神宮前駅の東側にある台車振替場で標準軌用の輸送台車に交換され、電動貨車モト90形（モト97・98）に牽引されて八木西口駅から大阪線への短絡線を経由して五位堂検修車庫へ輸送されることになっている。台車振替場で外された当該車両の本台車は輸送時にモト97・98の荷台に積まれる。
当線は府県境の上ノ太子駅 - 二上山駅間（穴虫峠）に33.3‰の連続勾配が存在するが、大阪線と異なり曲線を伴う勾配で通過速度が75km/h程度のため、勾配抑速ブレーキを使用するのは特急形車両のみで（その分通過速度が10km/h高い）、通勤形車両は（抑速ブレーキ付きの6422系以降も含め）通常のブレーキを用いて勾配を下る。
なお1960年代に高性能車・新性能車が製造開始された際、車体は高性能車・新性能車とほぼ同じだが走行機器は旧性能車のものを流用した、いわゆる機器流用車が一部の鉄道で製造されたが、近鉄では名古屋線や奈良線には存在したものの、南大阪線には製造されなかった。
南大阪線の現存する全車両の制御器は日立製作所製で統一されている（標準軌線区は日立と三菱電機が混在する。南大阪線でも6800系のみ三菱だった）。
南大阪線の車両番号は千の位が6で統一されている。かつては5・6が狭軌線区の車両に割り当てられており、南大阪線に5000番台、狭軌だった名古屋線に6000番台の車両が存在した。その後、名古屋線が改軌され大阪線と同じ1000・2000番台の車両が投入され、後に5000番台が標準軌線区のクロスシート車・L/Cカーに割り当てられるようになったため、狭軌の幹線が南大阪線系のみになった現在では6000番台が南大阪線車両の番号とされている。

### 現用車両
- 特急車両
  - 16000系
  - 16010系（サニーカー）
  - 16400系（ACE）
  - 16600系（Ace）
  - 26000系（さくらライナー）
  - 16200系（青の交響曲）
- 一般車両
  - 6020系
  - 6200系
  - 6600系

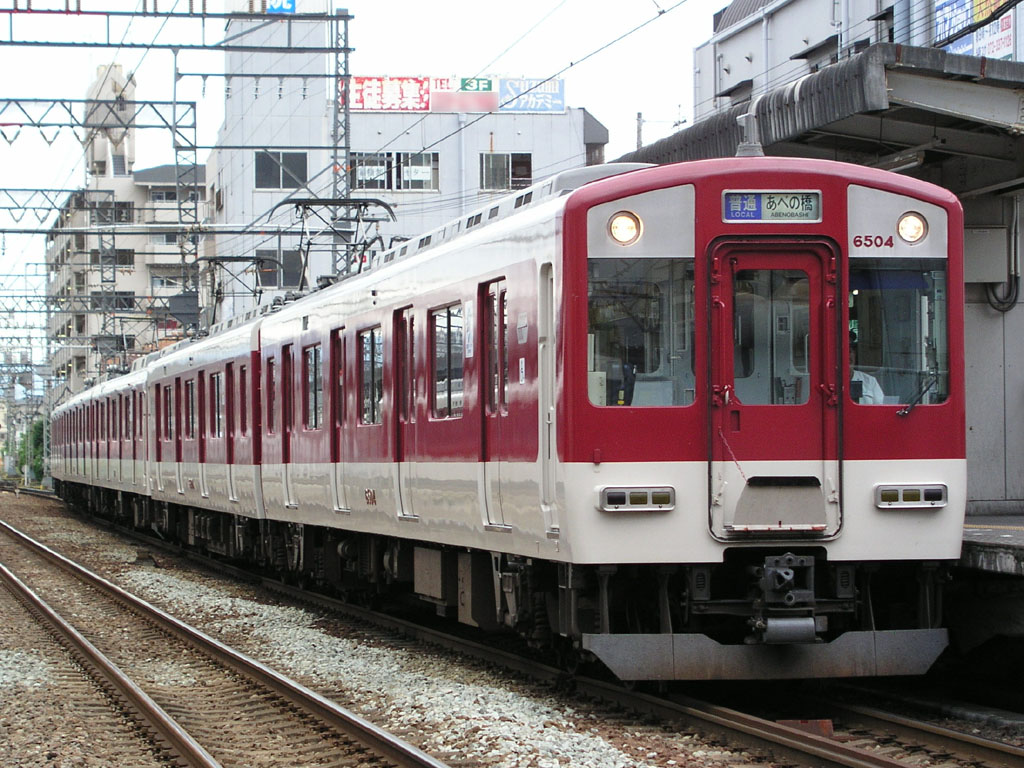
6400系による普通（河内天美）

  - 6400系・6407系・6413系・6419系・6422系・6432系 ※6419系と6432系はワンマン対応
  - 6620系
  - 6820系（シリーズ21）

### 過去の車両
名古屋線が狭軌だった頃は、南大阪線と名古屋線でも車両の転属がある程度行われていた。また同様に狭軌である養老線（今の養老鉄道）へ車両自体・または台車のみでも転用されたケースが多い。
- 通勤形車両
  - 6000系（新ラビットカー）
  - 6800系（ラビットカー）
  - モ5251形
  - モ5800形
  - モ6601形

### 導入予定車両
- 8A系と同タイプの車両（6A系、2026年度導入予定）[16]

## 歴史
道明寺駅以西は、柏原駅 - 河内長野駅間（現在の道明寺線・長野線）を営業していた河南鉄道が、大阪鉄道と名を改め、自社路線で大阪に直通するべく建設したものである。河南鉄道創立当初は、柏原駅から関西本線へ乗り入れる計画であった。1923年には大阪天王寺駅（同年に大阪阿部野橋駅と改称）まで開通し大阪に進出した。次いで南大阪電気鉄道を合併、同社の所有していた免許を活用し大和延長線を計画、古市駅 - 久米寺駅（現在の橿原神宮前駅）間を1929年に全通させ、吉野鉄道線（後に大阪電気軌道吉野線となる）と直通運転を始めた。
なお大阪電気軌道（大軌）は、1925年までに現在の近鉄大阪線・橿原線に当たる路線の大阪上本町駅 - 八木西口駅 - 橿原神宮前駅（旧駅、後に現在の橿原神宮前駅に統合されて廃止）間の路線を開業させており、大阪鉄道のこの路線とは競合することになった。それでも吉野鉄道を買収した大軌が、自社線となった吉野線と大阪鉄道線の直通運転を開始したのは、大軌本来の路線の軌間は1,435 mm、大軌吉野線と大阪鉄道のそれは1,067 mmと、吉野線が大軌本来の路線とは軌間が合わず、大阪鉄道線とは合っていたからだとされる。
大阪鉄道は、社名変更から僅か10年で近代的な鉄道会社に変貌するものの、昭和恐慌に巻き込まれ乗客が伸び悩み、度重なる路線延長の建設費が大きな負担となって経営難に陥り、久米寺駅開業の年には大軌の社長である金森又一郎が取締役に就任するなど、大軌の傘下に置かれることになった。その後1943年に、大阪鉄道は大軌を改めた関西急行鉄道（関急）に統合され、1944年には再編で近畿日本鉄道となった。

### 年表

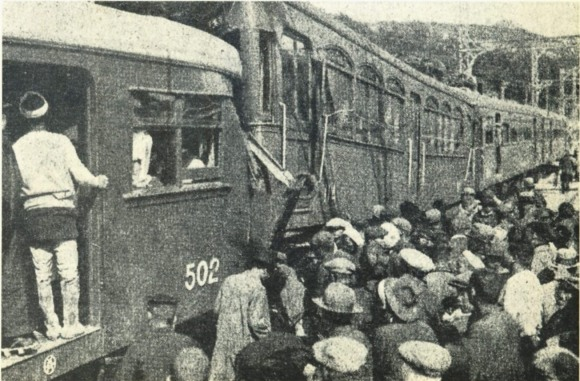
大阪鉄道上ノ太子駅で開業直後の1929年4月14日に発生した三重衝突事故。

- 1898年（明治31年）3月24日：河陽鉄道が道明寺駅 - 古市駅間を開業。
- 1899年（明治32年）5月11日：河南鉄道が河陽鉄道の路線を継承し、河陽鉄道は解散。
- 1911年（明治44年）8月15日：誉田駅（後の誉田八幡駅）開業[17]。
- 1919年（大正8年）3月8日：河南鉄道が大阪鉄道に社名変更。
- 1922年（大正11年）4月18日：布忍駅 - 道明寺駅間が開業。
- 1923年（大正12年）
  - 4月13日：大阪天王寺駅（現在の大阪阿部野橋駅） - 布忍駅間が開業[18]。大阪天王寺駅 - 道明寺駅間が1500V電化。
  - 5月10日：大阪天王寺駅を大阪阿部野橋駅に改称[19]。
  - 10月16日：道明寺駅 - 古市駅間が電化。河堀口駅開業。
  - 12月28日：北田辺駅開業。
- 1924年（大正13年）6月1日：恵我ノ荘駅・御陵前駅・土師ノ里駅開業。
- 1929年（昭和4年）
  - 3月29日：古市駅 - 久米寺駅（現在の橿原神宮前駅）間が開業し全通。吉野鉄道（現在の近鉄吉野線）と直通運転開始。
  - 4月14日：上ノ太子駅で三重衝突事故発生。運転士と乗客の計2名が死亡。大鉄電車三重衝突事故参照。
- 1931年（昭和6年）6月1日：駒川駅（現在の今川駅）開業。
- 1932年（昭和7年）9月1日：高見ノ里駅開業。
- 1933年（昭和8年）4月1日：駒川駅を今川駅に、天美車庫前駅を河内天美駅に、御陵前駅を応神御陵前駅に、誉田駅を誉田八幡駅に改称。
- 1936年（昭和11年）8月：大阪阿部野橋駅が移転し大阪阿部野橋駅 - 河堀口駅間0.1km延長。
- 1937年（昭和12年）頃：（臨）屯鶴峰駅開業。
- 1939年（昭和14年）8月15日：大和池尻駅（現在の橿原神宮西口駅） - 久米寺駅間の橿原神宮駅廃止。
- 1940年（昭和15年）4月1日：久米寺駅を橿原神宮駅駅[注釈 5]と改称し大軌の橿原神宮駅駅と統合。大和池尻駅を橿原神宮西口駅に改称。
- 1943年（昭和18年）2月1日：関西急行鉄道が大阪鉄道を合併。同社の天王寺線となる。
- 1944年（昭和19年）6月1日：関西急行鉄道と南海鉄道の合併により発足した近畿日本鉄道の路線となる。同時に南大阪線と改称。
- 1945年（昭和20年）
  - 2月11日：尺土駅 - 橿原神宮駅駅間単線化。
  - 6月1日：河堀口駅・応神御陵前駅・誉田八幡駅・橿原神宮西口駅休止。
- 年月日不明 電車のドア開閉が手動から自動に。大阪市内へ乗り入れている路線では最も遅かった（路面電車を除く）。
- 1946年（昭和21年）
  - 2月8日：尺土駅 - 高田町駅（現在の高田市駅）間再複線化。
  - 6月1日：河堀口駅営業再開。
  - 12月25日：橿原神宮西口駅営業再開。
- 1948年（昭和23年）1月1日：高田町駅を高田市駅に改称。
- 1957年（昭和32年）10月18日：ラビットカー（6800系）営業運転開始。
- 1965年（昭和40年）3月18日：大阪阿部野橋駅 - 吉野駅間に定期特急の運転開始。
- 1967年（昭和42年）2月25日：高田市駅 - 橿原神宮駅駅間再複線化[20]。
- 1968年（昭和43年）9月26日：ATS使用開始。
- 1970年（昭和45年）
  - 3月1日：橿原神宮駅駅を橿原神宮前駅に改称。
  - 3月21日：一部の特急の停車駅に高田市駅を追加。
- 1974年（昭和49年）7月20日：応神御陵前駅・誉田八幡駅・（臨）屯鶴峰駅廃止。
- 1975年（昭和50年）7月1日：針中野駅 - （大和川橋梁）間下り線立体交差化。
- 1976年（昭和51年）2月21日：針中野駅 - （大和川橋梁）間上り線立体交差化。
- 1980年（昭和55年）3月18日：全列車が高田市駅に停車を開始。
- 1983年（昭和58年）6月7日：大阪阿部野橋駅 - 針中野駅間立体交差化工事　起工式[21]。
- 1986年（昭和61年）
  - 6月1日：南大阪線初のVVVFインバータ制御車6400系営業運転開始。
  - 8月10日：大阪阿部野橋駅 - （あびこ筋東側）間の一部が立体交差化。
- 1987年（昭和62年）12月6日：（あびこ筋東側） - 針中野駅間立体交差化。大阪市内全区間の連続立体交差完成。
- 1990年（平成2年）3月15日：26000系（さくらライナー）の営業運転開始。吉野特急の30分間隔運転開始。昼間の区間急行を急行に格上げして毎時2本とし、準急・普通を増発して毎時各6本とするなど、2021年7月2日まで続くダイヤの原型ができあがる（この時までは、1時間周期のダイヤが組まれており、日中の準急は上りがほぼ12分間隔であるのに対し下りは15分間隔で途中に1本増発があり7 - 8分間隔となる箇所があるなど不均衡が目立つダイヤであった）。昼間時においても、平日と休日では行先などが多少異なるダイヤを使用していた）。
- 1993年（平成5年）：6400系の4両編成版である6620系が製造される。
- 1996年（平成8年）
  - 3月15日：尺土・高田市・橿原神宮前の各駅でホームの8両対応工事が完了、特急・急行が大阪阿部野橋駅 - 橿原神宮前駅間で最大8両運転となり、平日朝の上りに26000系2本併結の特急も運転開始（近鉄では珍しい非貫通編成の重連となる）。
  - 6月1日：特急車両16400系 (ACE) の営業運転開始[22]。
- 1997年（平成9年）
  - 3月18日：大阪阿部野橋駅 - 古市駅間で多層立て列車（朝夕の準急が大阪阿部野橋駅 - 古市駅間で橿原神宮前行と富田林行を併結など）の運転開始。
  - 10月1日：大阪阿部野橋駅 - 古市駅間にご乗降確認システム「フェアシステムK」導入。
- 1999年（平成11年）
  - 3月：6620系6623Fが「YOSHINO Foresta」として塗装変更される（2002年12月まで）。
  - 3月16日：特急の停車駅に尺土駅を追加。
- 2000年（平成12年）3月21日：古市駅 - 橿原神宮前駅間に「フェアシステムK」導入。
- 2001年（平成13年）
  - 2月1日：各駅でスルッとKANSAI対応カードの取り扱い開始。これに伴い、橿原神宮前駅における「途中下車指定駅」の制度が廃止。
  - 10月14日：各駅でJスルーカードの取り扱い開始。
- 2002年（平成14年）
  - 3月20日：古市駅 - 橿原神宮前駅間一部普通列車ワンマン化[23]。
  - 9月8日：6000系6009Fのさよなら運転を実施。シリーズ21（6820系）の営業運転開始[注釈 6]。
  - 12月1日：列車運行管理システムKOSMOS稼働開始。
- 2006年（平成18年）11月：6200系6215Fに「近鉄百貨店スマイルトレイン」のラッピングが施される（2007年5月まで）。
- 2007年（平成19年）
  - 4月1日：各駅でPiTaPa・ICOCAの取り扱い開始。
  - 5月：6620系6625Fに「不思議の国のアリス」のハーフラッピングが施される（2008年4月まで）。
- 2008年（平成20年）
  - 3月23日：河陽鉄道（柏原駅 - 道明寺駅 - 古市駅 - 富田林駅間）開業110周年を記念して、大阪阿部野橋駅で記念イベントを開催。大阪阿部野橋駅 - 河内長野駅間の準急2往復に記念ヘッドマークを掲出する。
  - 6月14日：大阪阿部野橋駅 - 今川駅間で車上速度パターン照査式ATS (ATS-SP) 使用開始。
- 2009年（平成21年）
  - 3月1日：Jスルーカードの自動改札機・のりこし精算機での取り扱いを終了[24]。
  - 3月20日：大阪阿部野橋駅の西口改札移設により、大阪阿部野橋駅 - 河堀口駅間0.1km短縮。
- 2010年（平成22年）6月19日：特急車両16600系 (Ace) が営業運転を開始[25]。
- 2011年（平成23年）4月2日：26000系（さくらライナー）のリニューアル車が営業運転開始[26][27][注釈 7]。
- 2012年（平成24年）
  - 3月20日：一部の特急の停車駅に古市駅を追加。
  - 9月8日：吉野線開業100周年を記念して、6020系6051Fがラビットカー塗装に変更され、営業運転を開始[28]。
  - 10月1日：吉野線開業100周年を記念して、6620系6626Fに「吉野線ラッピング列車」のラッピングが施され、営業運転を開始[29]。
- 2016年（平成28年）9月10日：吉野特急で16200系による観光特急「青の交響曲」が運転を開始[30]。
- 2017年（平成29年）10月22日：台風21号の影響により橿原神宮西口駅 - 橿原神宮前駅間で土砂流入が発生する。
- 2018年（平成30年）4月25日：低気圧・前線による降雨により、矢田駅 - 河内天美駅間の大和川橋梁の橋脚が傾いて線路が歪み、大阪阿部野橋駅 - 河内天美駅間で運転見合わせ[31]。翌26日15時50分に復旧し運転再開[32]。26日朝ラッシュ時は大阪方面への通勤・通学客により道明寺線がパンク状態に陥り全線で大幅なダイヤ乱れが発生した。

## 駅一覧
- 停車駅
  - 普通：各駅に停車（表中省略）
  - 準急・区間急行・急行…●：停車、｜：通過
  - 特急は「近鉄特急」を参照
- #印の駅は列車待避可能駅

| 駅番号 | 駅名                           | 駅間 キロ | 営業 キロ | 準急 | 区間急行 | 急行 | 接続路線 | 所在地 | 所在地     | 所在地     |
| ------ | ------------------------------ | --------- | --------- | ---- | -------- | ---- | --- | ------ | ---------- | ---------- |
| F01    | 大阪阿部野橋駅                 | -         | 0.0       | ●    | ●        | ●    | 西日本旅客鉄道： 大阪環状線 (JR-O01)・ 関西本線（大和路線）(JR-Q20)・ 阪和線 (JR-R20)…天王寺駅 大阪市高速電気軌道： 御堂筋線 (M23)・ 谷町線 (T27)…天王寺駅 阪堺電気軌道：■ 上町線…天王寺駅前駅 (HN01) | 大阪府 | 大阪市     | 阿倍野区   |
| F02    | 河堀口駅                       | 1.0       | 1.0       | ｜   | ｜       | ｜   | | 大阪府 | 大阪市     | 阿倍野区   |
| F03    | 北田辺駅                       | 1.1       | 2.1       | ｜   | ｜       | ｜   | | 大阪府 | 大阪市     | 東住吉区   |
| F04    | 今川駅#                        | 0.6       | 2.7       | ｜   | ｜       | ｜   | | 大阪府 | 大阪市     | 東住吉区   |
| F05    | 針中野駅 （長居公園 植物園前） | 1.1       | 3.8       | ｜   | ｜       | ｜   | | 大阪府 | 大阪市     | 東住吉区   |
| F06    | 矢田駅                         | 1.3       | 5.1       | ｜   | ｜       | ｜   | | 大阪府 | 大阪市     | 東住吉区   |
| F07    | 河内天美駅# （阪南大学前）     | 2.2       | 7.3       | ｜   | ｜       | ｜   | | 大阪府 | 松原市     | 松原市     |
| F08    | 布忍駅                         | 1.0       | 8.3       | ｜   | ｜       | ｜   | | 大阪府 | 松原市     | 松原市     |
| F09    | 高見ノ里駅                     | 0.8       | 9.1       | ｜   | ｜       | ｜   | | 大阪府 | 松原市     | 松原市     |
| F10    | 河内松原駅#                    | 0.9       | 10.0      | ●    | ｜       | ｜   | | 大阪府 | 松原市     | 松原市     |
| F11    | 恵我ノ荘駅                     | 1.6       | 11.6      | ｜   | ｜       | ｜   | | 大阪府 | 羽曳野市   | 羽曳野市   |
| F12    | 高鷲駅                         | 1.0       | 12.6      | ｜   | ｜       | ｜   | | 大阪府 | 羽曳野市   | 羽曳野市   |
| F13    | 藤井寺駅#                      | 1.1       | 13.7      | ●    | ｜       | ｜   | | 大阪府 | 藤井寺市   | 藤井寺市   |
| F14    | 土師ノ里駅                     | 1.9       | 15.6      | ●    | ｜       | ｜   | | 大阪府 | 藤井寺市   | 藤井寺市   |
| F15    | 道明寺駅                       | 0.7       | 16.3      | ●    | ｜       | ｜   | 近畿日本鉄道：N 道明寺線 (N15) | 大阪府 | 藤井寺市   | 藤井寺市   |
| F16    | 古市駅#                        | 2.0       | 18.3      | ●    | ●        | ●    | 近畿日本鉄道：O 長野線 (O16) | 大阪府 | 羽曳野市   | 羽曳野市   |
| F17    | 駒ヶ谷駅                       | 1.7       | 20.0      | ●    | ｜       | ｜   | | 大阪府 | 羽曳野市   | 羽曳野市   |
| F18    | 上ノ太子駅                     | 2.0       | 22.0      | ●    | ｜       | ｜   | | 大阪府 | 羽曳野市   | 羽曳野市   |
| F19    | 二上山駅                       | 5.3       | 27.3      | ●    | ｜       | ｜   | | 奈良県 | 香芝市     | 香芝市     |
| F20    | 二上神社口駅                   | 1.1       | 28.4      | ●    | ｜       | ｜   | | 奈良県 | 葛城市     | 葛城市     |
| F21    | 当麻寺駅                       | 2.0       | 30.4      | ●    | ｜       | ｜   | | 奈良県 | 葛城市     | 葛城市     |
| F22    | 磐城駅                         | 0.7       | 31.1      | ●    | ｜       | ｜   | | 奈良県 | 葛城市     | 葛城市     |
| F23    | 尺土駅#                        | 1.2       | 32.3      | ●    | ●        | ●    | 近畿日本鉄道：P 御所線 (P23) | 奈良県 | 葛城市     | 葛城市     |
| F24    | 高田市駅                       | 1.9       | 34.2      | ●    | ●        | ●    | | 奈良県 | 大和高田市 | 大和高田市 |
| F25    | 浮孔駅                         | 1.4       | 35.6      | ●    | ●        | ｜   | | 奈良県 | 大和高田市 | 大和高田市 |
| F26    | 坊城駅                         | 1.2       | 36.8      | ●    | ●        | ｜   | | 奈良県 | 橿原市     | 橿原市     |
| F27    | 橿原神宮西口駅                 | 1.7       | 38.5      | ●    | ●        | ｜   | | 奈良県 | 橿原市     | 橿原市     |
| F42    | 橿原神宮前駅#                  | 1.2       | 39.7      | ●    | ●        | ●    | 近畿日本鉄道：F 吉野線・B 橿原線 (B42) | 奈良県 | 橿原市     | 橿原市     |

1. ↑  尺土 - 橿原神宮前は各駅に停車
2. ↑  大阪阿部野橋 - 藤井寺を除き各駅に停車

上ノ太子駅 - 二上山駅間で大阪府太子町を通るが、駅は設置されていない。
阿部野橋ターミナルビル整備計画に伴い、大阪阿部野橋駅のホームが一部を除き約28m延伸されており、2009年3月20日に大阪阿部野橋駅西改札口が東側（ホーム側）に約35m移設され、同時に大阪阿部野橋駅からの営業キロの変更が行われた。
駒ヶ谷駅、二上神社口駅、当麻寺駅、磐城駅、浮孔駅、橿原神宮西口駅は無人駅である。

### かつて存在した駅
- 応神御陵前駅（藤井寺駅 - 土師ノ里駅間、1924年6月1日開業、1945年6月1日休止、1974年7月20日廃止）
- 誉田八幡駅（道明寺駅 - 古市駅間、1911年8月15日開業[17]、1945年6月1日休止、1974年7月20日廃止）
- （臨）屯鶴峰駅（上ノ太子駅 - 二上山駅間、1937年頃開業、1952年-1962年頃休止、1974年7月20日廃止）
- 橿原神宮駅（橿原神宮西口駅 - 橿原神宮前駅間、1929年3月29日開業、1939年8月15日廃止）

## 主要駅の乗降客数
2018年11月13日調査による主要駅の乗降者数は次の通り。
- 大阪阿部野橋 162,589人
- 河内天美 16,958人
- 河内松原 29,976人
- 藤井寺 35,802人
- 道明寺 6,643人
- 古市 20,937人
- 尺土 4,348人
- 高田市 7,407人
- 橿原神宮前 17,815人